# 4077 Asuka
4077 Asuka (1982 XV1) là một tiểu hành tinh vành đai chính được phát hiện ngày 13 tháng 12 năm 1982 bởi Hiroki Kosai và Kiichiro Hurukawa ở Đài thiên văn Kiso ở Nhật Bản.